# Бльоданс Евеліна Вісвальдівна
Евелі́на Вісва́льдівна Бльо́данс (латис. Evelīna Bļodāns, *5 квітня, 1969, Ялта, Кримська область) — російська акторка латисько-єврейського походження. Широку популярність отримала під час показу короткометражного серіалу «Маски-шоу» на початку 1990-х. Також акторка театру та співачка. Заявляє, що має титул графині.
З 15 січня 2023 року перебуває під санкціями РНБО за антиукраїнську діяльність.

## Життєпис
Народилася 5 квітня 1969 року у латисько-єврейській родині.
Закінчила акторський факультет ЛДІТМіКа (курс Ігоря Володимирова), Театральний центр класичного американського мюзиклу Юджина О'Ніла (США).
В 1988 році дебютувала в кіно в фільмі «НП районного масштабу». Колишня учасниця комік-трупи «Маски». Працювала в мюзиклі «Метро» та спектаклі «Даная».
З жовтня 2005 року веде телевізійне шоу «Сексуальна революція з Евеліною Бледанс» (НТВ). З лютого 2007 року — ведуча програми «Очевидець», на каналі «Ren-TV».
Найзначніша роль за останній період — фрау Оддо в фільмі Гітлер капут! Оскільки вона майстриня в галузі «кліпового кіно», тому їй найкраще вдаються епізодичні ролі, а тривале заняття «комічним кіно» дозволяє їй в досконалості виконувати ролі сучасних «гламурних стерв». 
Влітку 2008 року брала участь в телевізійному шоу «Останній герой» , проте стрибати з парашутом відмовилась внаслідок попередньої травми хребта.
З серпня 2009 року відбулося музично-гумористичне шоу «Все по-нашему!» на СТС.
У 2009 році вийшов її сольний альбом «Главное — любить!».
З 2009 року зіграла головну роль в антрепризі Станіслава Садальського «Декоратор любви».
З 1 березня 2011 року відбулося шоу «Любовь з першого погляду» на телеканалі «MTV».
З 4 листопада 2012 року була ведучою шоу «Они» на казахстанському республіканському телеканалі «НТК».
З 2013 по 2018 рік вела телешоу «Человек-невидимка» на ТВ-3.
Восени 2014 року була учасницею шоу «Імперія ілюзій» на телеканалі «СТС». У 2015 році стала учасницею шоу «Один в один». З березня по серпень 2015 року — ведуча шоу «Все буде добре» на НТВ.
12 березня 2016 року в четвертому сезоні «Один в один. Битва сезонов» виступила з перевтіленням у Ганну Семенович з піснею «На моря».
Навесні 2021 року взяла участь у телешоу «Маска» на НТВ. На один випуск наділа костюм Мішки, що став спеціальним гостем шоу.

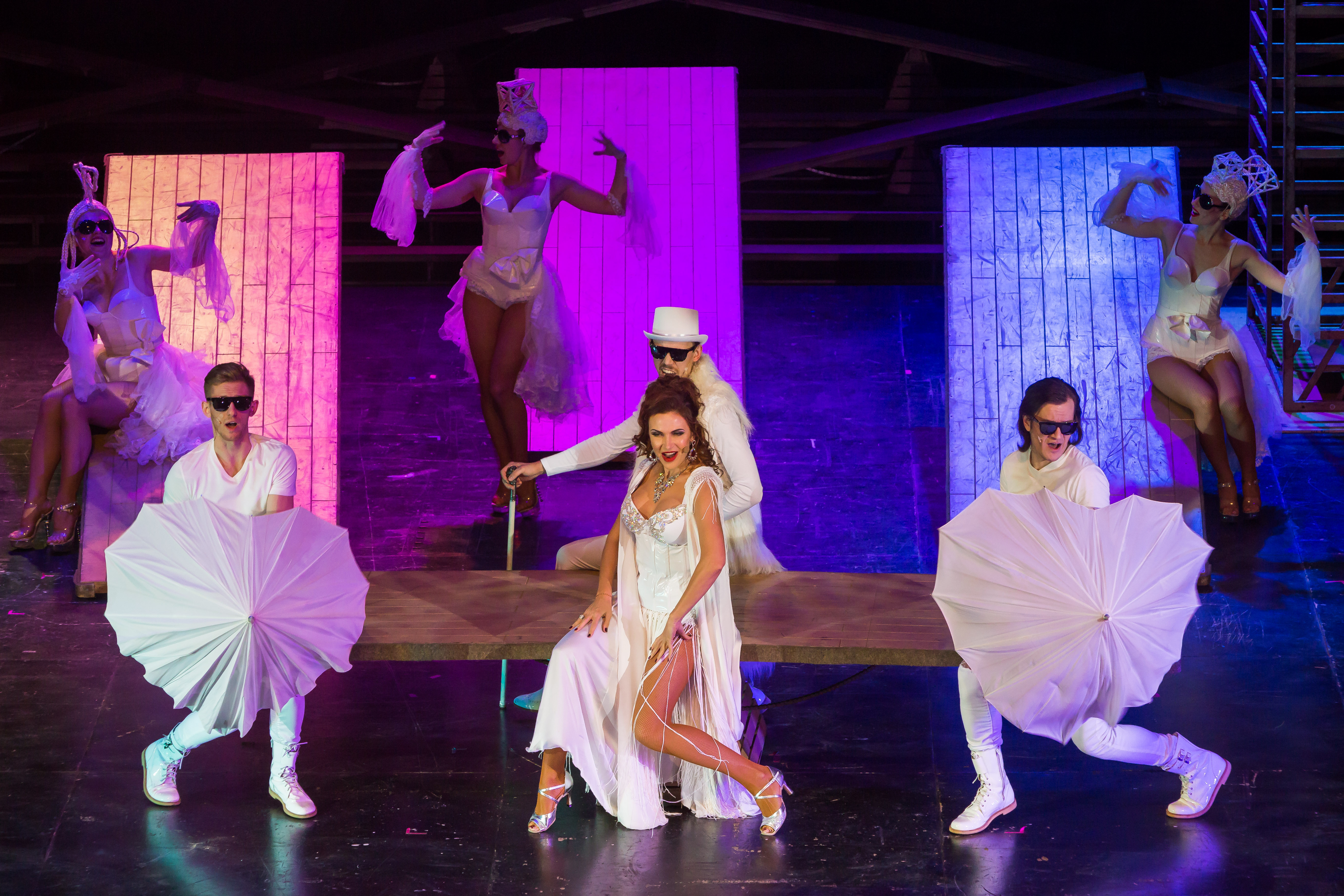
Евеліна Бледанс у партії Хазяйки «Маяка» у мюзиклі «Червоні вітрила», 2019

У березні 2023 року стала учасницею шоу «Новые Звёзды в Африке» на ТНТ.

### Особисте життя
Батьки Евеліни Бльоданс:
- Батько — Вісвалдіс Карлович Бльоданс, латиш за національністю.
- Мати — Таміла Миколаївна, єврейка[6], фотографка[7].

Третій чоловік — Олександр Сьомін (нар. 1978), російський продюсер і режисер, живе в Москві. Одружилися в 2010 році. Другий чоловік, Дмитро — бізнесмен. Шлюб з осені 1993 по 2010 рік. Перший чоловік, Юрій Стицьковський (режисер програми «Каламбур»), з яким прожила в шлюбі 6 років.
У Евеліни Бльоданс є сини Микола (1995) і Семен (2012). Захоплюється мовами — вивчає французьку, іспанську, японську, англійську та іврит.

## Громадянська позиція
У 2015 році заявила, що Крим ніколи не був українським. Анексію Криму у 2014 році вона називає поверненням його до складу Росії та вважає позитивним фактом.

## Санкції
Евеліна Бльоданс підтримує дії та політику, які підривають чи загрожують територіальній цілісності, суверенітету та незалежності України, а також її стабільності та безпеці. Журналісту «Комсомольської правди в Україні» публічно заявила, що Крим ніколи не був українським.
15 січня 2023 року Евеліна Бльоданс додана до санкційного списку України.

## Фільмографія
| Фильми    | Фильми                   | Фильми                   | Фильми          |
| Рік       | Українською              | Мовою оригіналу          | Роль            |
| --------- | ------------------------ | ------------------------ | --------------- |
| 1988      | НП районного масштабу    | НП районного масштабу    |                 |
| 1992      | Повітряні пірати         | Воздушные пираты         |                 |
| 1992–2002 | Маски-шоу                | Маски-шоу                |                 |
| 2003      | Наречена поштою          | Невеста по почте         |                 |
| 2003      | Варвар                   | Варвар                   |                 |
| 2004      | Прощавайте, доктор Фройд | Прощавайте, доктор Фройд |                 |
| 2006      | Проклятий рай            | Проклятый рай            |                 |
| 2007      | Платон                   | Платон                   |                 |
| 2007      | Вогонь кохання           | Огонь любви              | Марина Раєвська |
| 2008      | Проклятий рай −2         | Проклятый рай — 2        |                 |
| 2008      | Гітлер капут!            | Гитлер капут!            | фрау Оддо       |